# William Brennaugh
William Thomas Brennagh (Brampton, 13 augustus 1877 - Hamilton, 23 oktober 1934) was een Canadees lacrossespeler. 
Met de Canadese ploeg won Brennaugh de olympische gouden medaille in 1904.

## Resultaten
- 1904  Olympische Zomerspelen in Saint Louis